# Anheszenamon
Anheszenamon, eredeti nevén Anheszenpaaton (i. e. kb. 1351 – i. e. 1321 után) ókori egyiptomi királyné a XVIII. dinasztia vége felé; Ehnaton és Nofertiti harmadik lánya, Tutanhamon felesége. Gyermekkorában számtalan helyen ábrázolják és említik az apja által épített új fővárosban, Ahet-Atonban, melyet Ehnaton az általa imádott isten, Aton tiszteletére épített, akinek kultuszát kizárólagossá próbálta tenni. Ehnaton halála és az egyistenhit bevezetésére tett kísérlet kudarca után a még gyermekkorú Tutanhamon került trónra, akinek uralkodása alatt Egyiptom visszatért a többistenhithez. Tutanhamon tíz évnyi uralkodás után meghalt, és mivel élő gyermekük nem született, Anheszenamonra maradt a trónutódlás biztosítása. A legtöbb elmélet őt azonosítja a hettita forrásokban „Dahamunzu” néven említett özvegy királynéval, aki példátlan módon Egyiptom ellenségétől, a hettitáktól kért férjet, hogy ne kelljen szolgái közül választania. Kísérlete nem járt sikerrel, és Ehnaton egy korábbi udvaronca, Ay került a trónra, aki talán Nofertiti apja volt. Anheszenamont nem említik többé. A 2010-es DNS-vizsgálatok alapján egy, a Királyok völgye 55-ös sírban talált múmia lehetséges, hogy az övé.

## Gyermekkora
Ehnaton és Nofertiti hat ismert lánya közül harmadikként született, apja uralkodásának 4. vagy 5. évében, vagy Thébában, vagy már az apja által alapított új fővárosban, Ahet-Atonban. Eredeti neve, az Anheszenpaaton („az ő élete Atoné”) több családtagjához hasonlóan Aton napistenre utal, kinek kultuszát Ehnaton igyekezett kizárólagossá tenni Egyiptomban.
Anheszenpaaton elsőként az Ahet-Aton területét kijelölő határkősztélék némelyikén tűnik fel, itt látszik, hogy alakját később vésték szülei és nővérei (Meritaton és Maketaton) mögé, neve pedig rövidebb formájában, Anheszenatonként szerepel, az isten neve előtti névelőt jelentő, madár alakú pa hieroglifa kihagyásával.
Maja kincstárnok ahet-atoni sírjában Anheszenpaaton a legkisebb hercegnő, akit ábrázolnak, húgai még nem szerepelnek a képeken. A korszak építményeinek datálásában sokat segít, hogy a királyi pár lányai közül hányan szerepelnek a királyi családot ábrázoló képeken, ezek alapján meghatározni valakinek az életkorát azonban nehéz, mivel – feltehetően a magas gyermekhalandóság miatt – a gyermekek nem jelentek meg azonnal a hivatalos ábrázolásokon.
Anheszenpaaton Ahet-Atonban nőtt fel, gyermekkoráról nem tudni részleteket, csak egyik dajkájának, Tiának a neve ismert.
A 12. uralkodási évben Anheszenpaaton is részt vett azon az ünnepségen, melyet az idegen adók szemléje néven ismernek és több nemesi sírban is megörökítettek. Ez az utolsó alkalom, hogy a királyi családot együtt ábrázolják. Az ezt követő három év leforgása alatt több családtag végleg eltűnik – Anheszenamon nővére, Maketaton, és két legkisebb húga, majd anyjuk, Nofertiti, és nagyanyjuk, Tije. Valószínű, hogy ezekben az években járvány pusztított. Anyja halála után Anheszenpaaton Egyiptom második legmagasabb rangú nője lett nővére, Meritaton után; a Maru-Atonban kettejük neve váltja fel Kiáét, Ehnaton mellékfeleségéét, aki talán meghalt vagy kegyvesztetté vált.

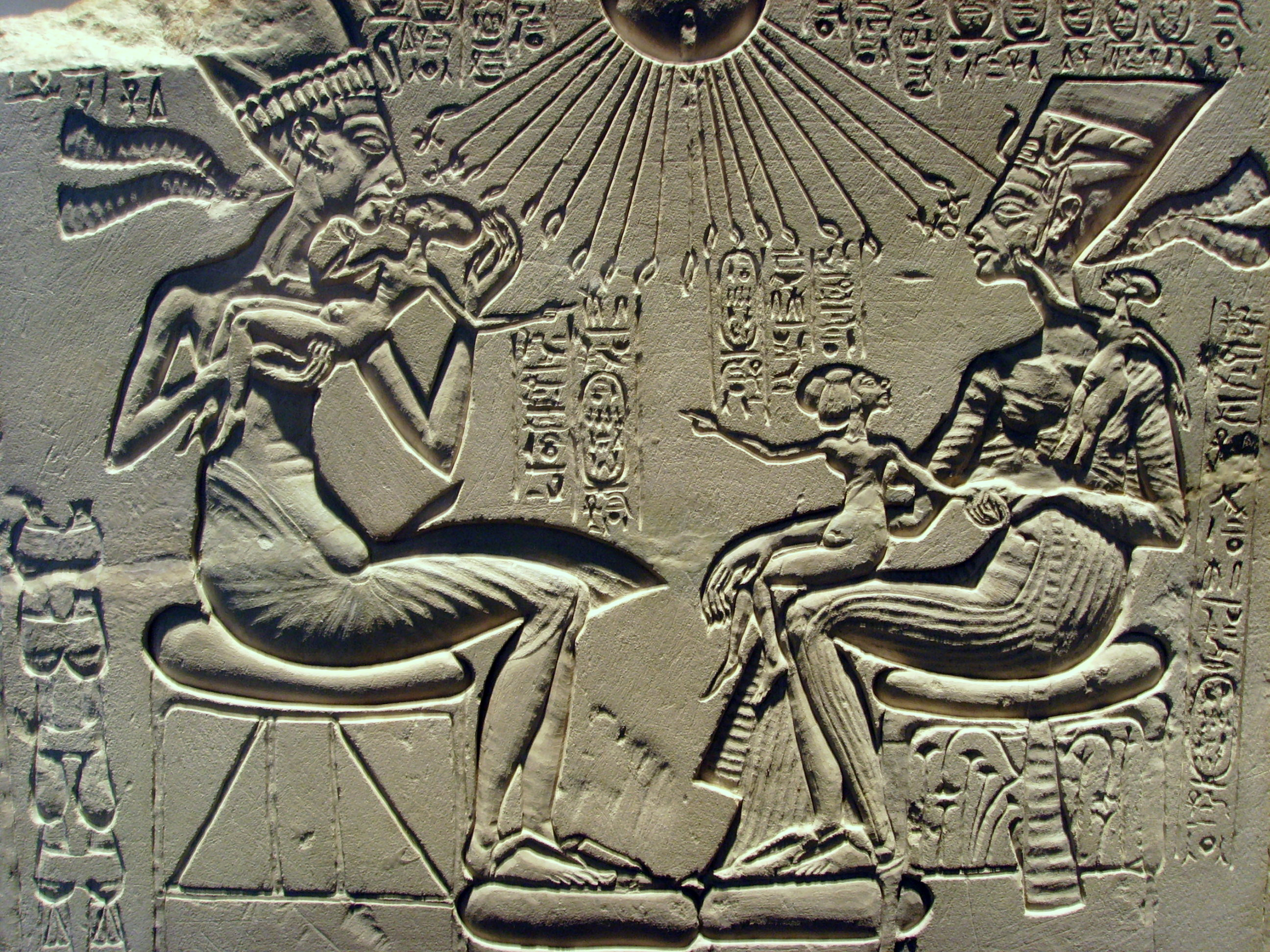
Ehnaton, Nofertiti és három legidősebb lányuk: Meritaton (az apja ölében), Maketaton (az anyja ölében), Anheszenpaaton (az anyja vállán).

Egy Hermopoliszban 1938-ban felfedezett felirat említi Anheszenpaaton lányát, Anheszenpaaton Ta-seritet („a kisebbik Anheszenpaaton”), aki a 16. vagy 17. évben születhetett. Hogy ki lehetett a gyermek apja, kérdéses. Egyes feltételezések szerint apja, Ehnaton vette feleségül három vagy négy legidősebb lányát; az is lehet azonban, hogy a társuralkodó Szemenhkaré vette feleségül a legidősebb hercegnő, Meritaton után annak húgát is. Az sem bizonyított, hogy Anheszenpaaton Ta-serit valóban Anheszenpaaton lánya volt, mivel csak olyan ábrázolásokon tűnik fel Anheszenpaatonnal, amelyek eredetileg Kiát és ismeretlen nevű lányát ábrázolták, ez alapján elképzelhető, hogy Kia gyermeke volt, de az is, hogy fiktív személy, aki csak azt a célt szolgálta, hogy Kia lánya nevét felülírják.

## Királynéként
Egy Al-Asmuneinben talált töredék már apja életében összefüggésbe hozza Anheszenpaatont féltestvérével, Tutanhatonnal; valószínűleg már Ahet-Atonban házasok voltak. Ehnaton halála után utódja, Szemenhkaré kevesebb mint egy évig uralkodott csak; vele együtt felesége, Meritaton is eltűnt a történelem színpadjáról, és Tutanhaton került trónra. Ezzel egyidőben zajlott Ehnaton kudarcot vallott reformjainak felszámolása. Az ifjú uralkodópár elhagyta Ahet-Atont, a 3. vagy 4. évben pedig megváltoztatták a nevüket is, ezzel is jelezve, hogy visszatérnek a régi valláshoz; új nevükben – Tutanhamon és Anheszenamon – a korábbi főisten, Ámon neve váltja fel Atonét.
Tutanhamonnak és Anheszenamonnak nem születtek élő gyermekeik, aminek feltehetőleg genetikai okai voltak: a XVIII. dinasztia királyi családjának tagjai ekkor már nemzedékek óta egymás közt házasodtak; Anheszenamon szülei unokatestvérek voltak, Tutanhamon szülei a 2010-ben publikált vizsgálat szerint testvérek, maga Anheszenamon féltestvére volt Tutanhamonnak. A fiatal fáraó sírjában két lánymagzat bebalzsamozott holttestét találták meg, egyikük a terhesség 4., másikuk a 7. hónapjában születhetett holtan. Ők valószínűleg a királyi pár gyermekei voltak. A 2008-as DNS-vizsgálatok megerősítik, hogy Tutanhamon gyermekei voltak. 2010-ben újabb DNS-vizsgálatok megállapították, hogy a két gyermek anyja a Királyok völgye 21 sírban talált két múmia egyike, aki esetlegesen Anheszenamon, bár személyazonossága bizonyításához még nincs elég adat.

## Tutanhamon halála után

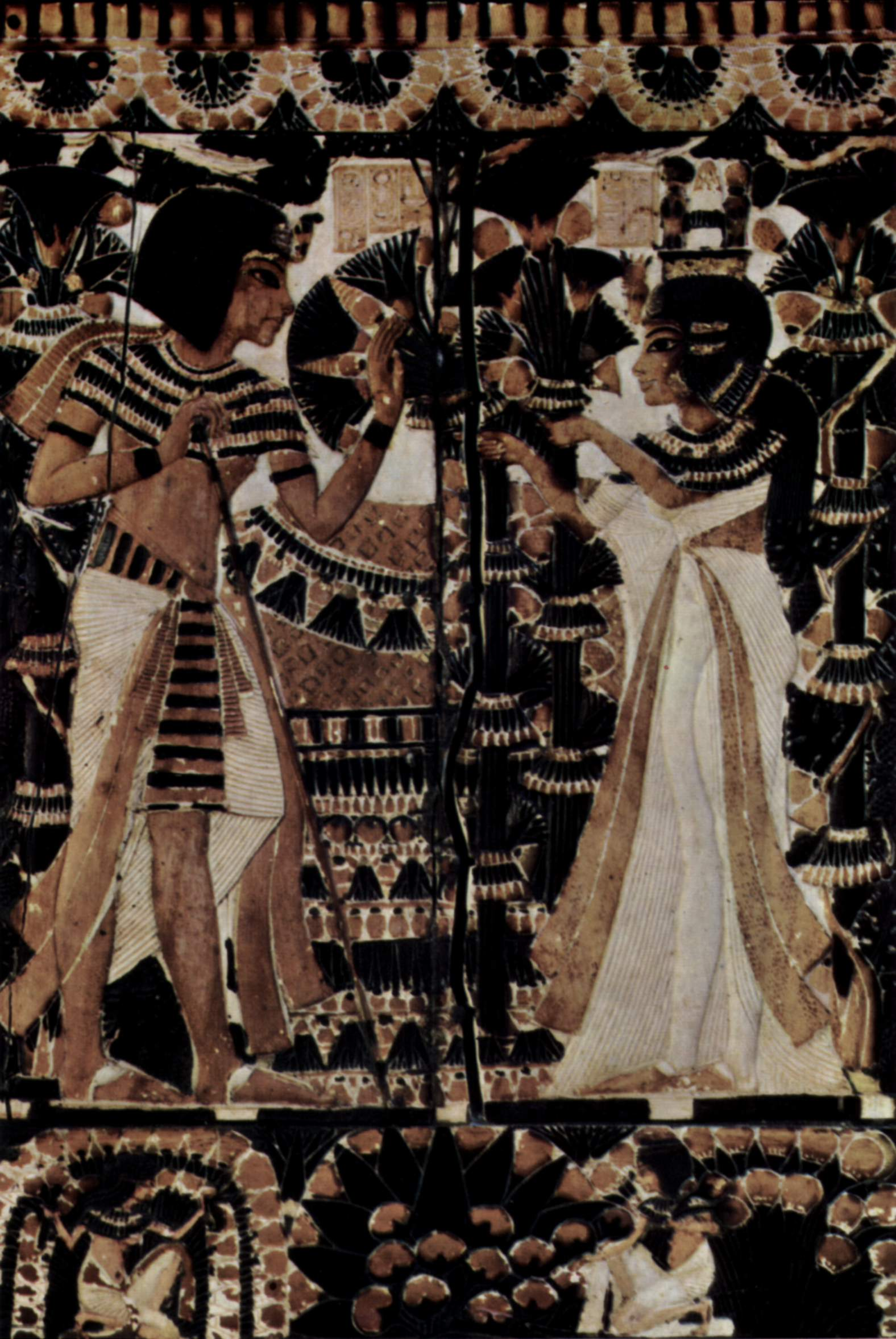
Tutanhamon és Anheszenamon egy elefántcsont-ládika fedelén

Tutanhamon uralkodásának 10. évében váratlanul meghalt, örökös nélkül hagyva az országot, melyet a Hettita Birodalom részéről erősen növekvő veszély fenyegetett. A trónra több jelentkező is akadt, egyikük Horemheb tábornok volt, a másik pedig Ay, aki a feltételezések szerint Nofertiti apja, így Anheszenamon nagyapja volt; a gyermekkorú Tutanhamon helyett eddig is ők kormányoztak. Lehetséges, hogy Anheszenamon volt az a hettita évkönyvekben Dahamunzu néven említett királyné, aki a hettita király egyik fiát kérte férjül, mivel nem volt fia, és nem akart egy szolgájához feleségül menni. A „hettita leveleket” azonban Nofertiti vagy Meritaton is írhatta; egyikük halálának időpontjára sincs ugyanis bizonyíték, a „férjem meghalt, fiam pedig nincsen” sorokat bármelyikük írhatta, a hettita feljegyzések pedig említik a levelek íróját, ami nem személynév, hanem az egyiptomi ta hemet neszu („a király felesége”) cím fonetikus átírása, ezt a címet pedig mindketten viselték. Ezenkívül az egyiptomi és a hettita történelem fejezetei nem mindenhol állíthatóak párhuzamba, így a hettita levelek keletkezhettek akár közvetlenül Ehnaton vagy Szemenhkaré halála után is.
A hettita király elküldte fiát, Zannanzát, őt azonban útközben meggyilkolták. 
Tutanhamont végül Ay követte a trónon, aki vagy társuralkodóvá vált Anheszenamon mellett, vagy összeházasodtak, az utóbbira szolgáló egyetlen bizonyíték egy pecsétgyűrű, mely mindkettejük kártusát viseli, és ez jelenthet akár társuralkodást is. Ay sírjában említés sem esik Anheszenamonról, csak az első feleségről, Tejéről. Horemheb pedig Mutnedzsmetet vette feleségül, aki egy korábbi feltételezés szerint azonos Ay lányával, Mutbenrettel.
Ezt követően Anheszenamon eltűnt a történelemből, sírhelye ismeretlen. Nem tudni, mi történt a húgaival és a lányával, így Anheszenamonnal feltehetően lányágon is kihalt a XVIII. dinasztia (bár Ayt és Horemhebet házassági kapcsolataik révén még ide szokták sorolni.)

## Feltételezett sírja és múmiája
A Királyok völgye 2005-ben felfedezett sírjában (KV63), mely stílusa alapján a XVIII. dinasztia idejének végére datálható, agyagpecséteken a pa-aton névrészletet találták, ami lehet Anheszenpaaton nevének töredéke is. A sírt nem használták temetkezésre, csak raktárként, bár elképzelhető, hogy Anheszenamon számára készült.
A 2010 februárjában múmiákon végzett DNS-vizsgálat eredményeként feltételezhető, hogy a Királyok völgye 21 sírban talált két női múmia egyike, a KV21a jelű, Anheszenamon múmiája, a másik pedig egy testvéréé. A KV21a múmia minden bizonnyal a királyi család tagja és a Tutanhamon sírjában talált két csecsemőmúmia anyja, és mivel Tutanhamonnak más felesége nem ismert, ez lehet Anheszenamon; viszont a KV55-ben talált férfimúmia, melyet Ehnatonként azonosítottak, nem lehet az apja. Így a két fennálló lehetőség: vagy a KV21a múmia nem Anheszenamon, hanem Tutanhamon egy másik, eddig ismeretlen felesége, vagy pedig a KV55 múmia mégsem Ehnaton, hanem egy fivére, esetleg Szemenhkaré.

## Címei
Anheszenamon élete során használt címei: Nagy királyi hitves (ḥm.t-nỉswt wr.t), A király szeretett felesége (ḥm.t-nỉswt mrỉỉt=f), A Két Föld úrnője (nb.t-t3.wỉ), Alsó- és Felső-Egyiptom asszonya (ḥnwt-šmˁw-mḥw), Örökös hercegnő (ỉrỉỉ.t-pˁt), Nagy tiszteletben álló (wr.t-ḥzwt), Édes szeretetű (bnr.t mrwt), A kegyelem úrnője (nb.t-ỉm3.t), A szeretet úrnője (nb.t-mrwt), A szeretet úrnője (nḏm.t-mrwt), A király nagy, szeretett lánya (z3.t-nỉswt-wr.t mrỉỉ.t=f), A király szeretett, vér szerinti lánya (z3.t-nỉswt-n.t-ẖt=f mrỉỉ.t=f).